# SPS 100/44
SPS 100/44 — кодовый номер неназванного динозавра из семейства троодонтид, найденного в Монголии. В научной литературе обозначается как EK-троодонтид, поскольку найден в слоях, относящихся к раннему мелу (Early Cretaceous). 

## История открытия
Образец SPS 100/44 обнаружил С. М. Курзанов в 1979 году во время советско-монгольской палеонтологической экспедиции в Барунбайской свите, провинция Дорноговь, в юго-восточной части пустыни Гоби. 

## Описание
SPS 100/44 был описан Ринченом Барсболдом и его коллегами в 1987 году. Его ископаемые остатки включают в себя неполный скелет, состоящий из черепной коробки, задней части нижней челюсти, верхнечелюстного фрагмента с зубами, частей пяти шейных позвонков, фаланги правой кисти с частью полулунной кости, дистального конца левого бедра и элементов правой и левой стоп. Барсболд отметил, что образец меньше по размеру и найден в более ранних слоях, чем другие троодонтиды, но такое заключение было сделано на основе описания черепа, который мог принадлежать молодой особи. Барсболд также указал на высокую степень слияния костей черепа и стопы необычной морфологии, что указывало, однако, на взрослую особь неизвестного таксона. Учёный занял консервативную позицию и не стал давать животному название, поскольку данных для этого было недостаточно. 
Также Барсболд отметил, что естественно сочленённые кисти не показывают признаков отстоящего третьего пальца, как предположили в 1982 году Рассел и Сегин для троодона. 
В 2007 году Тёрнер и его коллеги определили EK-троодонтида в отдельный базальный род троодонтид, в политомии с Jinfengopteryx и кладой более обособленных троодонтид.